# Hans Blumenberg
Hans Blumenberg (13 de juliol de 1920, Lübeck, Alemanya - † 28 de març de 1996, Altenberge, Alemanya) fou un filòsof alemany del segle xx.
Va crear el que s'anomena «metaforologia», que afirma que el que hi ha sota la forma de metàfores i modismes del llenguatge és el més proper a la veritat (i el que més s'allunya d'ideologies). Les seves últimes obres, sobretot La preocupació travessa el riu (Die Sorge geht über den Fluss), són els intents d'atènyer la realitat humana a través de les seves metàfores i expressions involuntàries. Excavar sota anècdotes aparentment sense sentit de la història del pensament occidental i de la literatura, Blumenberg va dibuixar un mapa de les expressions, exemples, gestos, que va florir a les discussions del que es creu que són afers més importants. Les interpretacions de Blumenberg són extremadament impredictibles i personals, tot plenes de senyals, indicacions i suggeriments, de vegades amb ironia.

## Biografia intel·lectual
Va estudiar filosofia a Paderborn i a Frankfurt del Main entre el 1939 i el 1941. Després de la guerra va acabar els estudis de filosofia, germanística i filologia clàssica a la Universitat d'Hamburg. El 1950 va obtenir l'habilitació a càtedra en filosofia a la Universitat de Kiel. Fou professor a les universitats de Giessen, des del 1960, de Bochum des del 1965 i de Münster des del 1970, on el 1985 va passar a ser professor emèrit.
Pensador de l'inconcebible, de la metaforologia i de la dificultat del concepte des d'una perspectiva fenomenològica i hermenèutica fins aleshores no transitades, la seva obra, nascuda d'un íntim encreuament de filosofia i filologia i intensament penetrada per la cultura occidental, constitueix amb probabilitat la més important discussió durant l'últim terç del segle xx.
«Presa en consideració la vida en conjunt, és una peculiaritat patològica plantejar preguntes la resposta de les quals, si és possible, seria tan perjudicial per a la vida com no respondre-les. Tanmateix, qui es nega a respondre-les, al·legant-hi que només s'admeten aquelles preguntes per a les quals pot presentar-se el mètode amb el qual eliminar-les, cal no perdre de vista que deixa lliure a altres el lloc que ell rebutja ocupar. Això poden permetre-s'ho les teologies, i són capaces de fer-ho només perquè integren en el seu sistema les respostes denegades, sota la forma de reconeixement de l'ocultament de Déu i de la seva reserva enfront de la curiositat humana; però, en altres contexts, deixa el garbull d'un lloc vacant. Tanmateix, es pot aconseguir, malgrat que no es rebutgin les respostes, que les perplexitats siguin excepció?» (Blumenberg, "Introducció", La possibilitat de comprendre's).